# Vocabulario sinocoreano
El vocabulario sinocoreano o hanja-eo (en hangul, 한자어; en hanja, 漢字語) se refiere a las palabras coreanas de origen chino. Incluye palabras prestadas directamente del chino, así como nuevas palabras coreanas creadas a partir de caracteres chinos. Alrededor del 60 % de las palabras coreanas son de origen chino; sin embargo, se estima que el porcentaje de palabras sinocoreanas en el uso moderno es menor.

## Historia
El uso de caracteres chinos y chinos en Corea se remonta al menos al 194 a. C. Si bien las palabras sinocoreanas se usaron ampliamente durante la época de los Tres Reinos, se hicieron aún más populares durante el período Silla. Durante este tiempo, los aristócratas varones cambiaron sus nombres de pila a nombres sinocoreanos. Además, el gobierno cambió todos los títulos oficiales y nombres de lugares en el país a sinocoreano.
Las palabras sinocoreanas siguieron siendo populares durante los períodos Goryeo y Joseon. Sin embargo, el vocabulario sinocoreano ha seguido creciendo en Corea del Sur, donde los significados de los caracteres chinos se utilizan para producir nuevas palabras en coreano que no existen en chino. Por el contrario, la política de Corea del Norte ha pedido que muchas palabras sinocoreanas sean reemplazadas por términos coreanos nativos.

## Uso
Las palabras sinocoreanas constituyen aproximadamente el 60 % del vocabulario de Corea del Sur, el resto son palabras nativas coreanas y préstamos de otros idiomas, principalmente el inglés. Se usan típicamente en contextos formales o literarios y para expresar ideas abstractas o complejas. Casi todos los apellidos coreanos y la mayoría de los nombres coreanos son sinocoreanos. Además, los números coreanos se pueden expresar con palabras sinocoreanas y coreanas nativas, aunque cada conjunto de números tiene diferentes propósitos. 
Las palabras sinocoreanas pueden escribirse en alfabeto coreano, conocido como hangul, o en caracteres chinos, conocidos como hanja.

## Ejemplos

### Palabras prestadas del chino
Palabras sinocoreanas prestadas directamente del chino provienen principalmente de los clásicos chinos, la literatura y el chino coloquial.
| Palabra    | Hangul (RR)     | Hanja | Significado en hanja |
| ---------- | --------------- | ----- | -------------------- |
| padres     | 부모 (bumo)     | 父母  | «padre madre»        |
| estudiante | 학생 (haksaeng) | 學生  | «estudio estudiante» |
| sol        | 태양 (taeyang)  | 太陽  | «gran luz»           |
| pregunta   | 질문 (jilmun)   | 質問  | «pregunta de fondo»  |

### Palabras creadas a partir del chino
Estas palabras chinas fueron creadas en Corea. No se usan en China, Japón o Vietnam. 
| Palabra | Hangul (RR)       | Hanja  | Significado en hanja |
| ------- | ----------------- | ------ | -------------------- |
| carta   | 편지 (pyeonji)    | 便紙   | «papel confortable»  |
| tetera  | 주전자 (jujeonja) | 酒煎子 | «beber hervido»      |

### Palabras prestadas del vocabulario sinojaponés
Palabras sinocoreanas prestadas del vocabulario sinojaponés que solo se usan en coreano y japonés, no en chino. La diferencia entre las palabras sinocoreanas y sinojaponesas es la pronunciación: mientras que los caracteres chinos en japonés se leen tanto con pronunciación sinojaponesa (kun'yomi) como en la pronunciación de las palabras nativas correspondientes (on'yomi), contribuyendo así al mantenimiento de esta última, los caracteres chinos en Corea emplean solo la pronunciación sinocoreana, favoreciendo la alteración de las palabras nativas.
| Palabra  | Hangul (RR)        | Hanja  | Significado en hanja |
| -------- | ------------------ | ------ | -------------------- |
| avión    | 비행기 (bihaenggi) | 飛行機 | «volar ir máquina»   |
| fábrica  | 공장 (gongjang)    | 工場   | «lugar trabajo»      |
| película | 영화 (yeonghwa)    | 映畫   | «imagen brillante»   |